# Ghánai költők, írók listája
Ghánai írók listája.

## A
- Patrick Addai
- Ama Ata Aidoo (*1940)
- James Aggrey (*1875–1927)
- Kwame Anthony Appiah, anyanyelve: asanti, munkáit angolul írta
- Ayi Kwei Armah, anyanyelve: fanti, munkáit angolul írta
- Raphael Armattoe
- Meshack Asare (*1945)
- Bediako Asare
- Kofi Awoonor (*1935)

## B
- Margaret Busby
- Akosua Busia
- Abena Busia (*1953)

## C
- Joseph Ephraim Casely Hayford (1866–1930), anyanyelve: fanti; munkáit angolul írta
- Jojo Cobbinah (*1946?), anyanyelve: twi; munkáit angolul és németül írja
- Peggy Cripps
- Quobna Ottobah Cugoano (1757?–1801?), anyanyelve: fanti

## D
- Amma Darko (*1956)
- Michael Dei-Anang
- John Coleman DeGraft-Johnson
- Solomon Alexander Amu Djoleto
- Efua Dorkenoo

## K
- Benjamin Kwakye

## L
- Kojo Laing (1946–2017), munkáit angolul írja

## M
- Fred McBagonluri

## N
- Kwame Nkrumah (1909–1972) anyanyelve: nzima, munkáit angolul írta

## O
- Atukwei Okai (*1941)
- David Owusu-Ansah
- Mercy Adoma Owusu-Nimoh
- Lawrence Henry Yaw Ofosu-Appiah

## P
- Frank Kobina Parkes (1932–2005)
- Nii Ayikwei Parkes (*1974)

## R
- Carl Christian Reindorf

## S
- Efua Theodora Sutherland (*1924)

## W
- Alphonse E. Winful (1920–)